# Campionati del mondo di atletica leggera 2015 - Salto con l'asta femminile
La gara del salto con l'asta femminile dei Campionati del mondo di atletica leggera 2015 si è svolta tra il 24 e il 27 agosto.

## Podio
| Pos.    | Atleta                 | Nazionalità | Misura |
| ------- | ---------------------- | ----------- | ------ |
| Oro     | Yarisley Silva         | Cuba        | 4.90   |
| Argento | Fabiana Murer          | Brasile     | 4.85   |
| Bronzo  | Nikoleta Kyriakopoulou | Grecia      | 4.80   |

## Situazione pre-gara

### Record
Prima di questa competizione, il record del mondo e il record dei campionati erano i seguenti.
| Record                | Prestazione | Atleta                 | Data                               | Competizione              |
| --------------------- | ----------- | ---------------------- | ---------------------------------- | ------------------------- |
| Record mondiale       | 5,06 m      | Elena Isinbaeva Russia | 28 agosto 2009 Zurigo, Svizzera    |                           |
| Record dei campionati | 5,01 m      | Elena Isinbaeva Russia | 12 agosto 2005 Helsinki, Finlandia | Campionati del mondo 2005 |

### Campionesse in carica
Le campionesse in carica a livello mondiale erano:
| Campionessa | Atleta                    | Prestazione | Data                              | Competizione         |
| ----------- | ------------------------- | ----------- | --------------------------------- | -------------------- |
| Olimpico    | Jennifer Suhr Stati Uniti | 4,75 m      | 6 agosto 2012 Londra, Regno Unito | Giochi olimpici 2012 |
| Mondiale    | Elena Isinbaeva Russia    | 4,89 m      | 13 agosto 2013 Mosca, Russia      | Mondiali 2013        |

### La stagione
Prima di questa gara, le atlete con le migliori tre prestazioni dell'anno erano:
| Pos. | Atleta                        | Prestazione | Data                                     |
| ---- | ----------------------------- | ----------- | ---------------------------------------- |
| 1    | Yarisley Silva Cuba           | 4,91 m      | 2 agosto 2015 Beckum, Germania           |
| 2    | Nikoleta Kyriakopoulou Grecia | 4,83 m      | 4 luglio 2015 Paris Saint-Denis, Francia |
| 3    | Jennifer Suhr Stati Uniti     | 4,82 m      | 28 giugno 2015 Eugene, Stati Uniti       |

## Risultati

### Qualificazioni
4.60 m (Q) o le 12 migliori misure (q).
| Pos. | Gruppo | Nome                   | Nazionalità | 4.15 | 4.30 | 4.45 | 4.55 | Misura | Note |
| ---- | ------ | ---------------------- | ----------- | ---- | ---- | ---- | ---- | ------ | ---- |
| 1    | B      | Angelica Bengtsson     | Svezia      | –    | o    | o    | o    | 4.55   | q    |
| 1    | A      | Fabiana Murer          | Brasile     | –    | –    | –    | o    | 4.55   | q    |
| 1    | B      | Holly Bradshaw         | Regno Unito | –    | o    | o    | o    | 4.55   | q    |
| 1    | A      | Martina Strutz         | Germania    | –    | o    | o    | o    | 4.55   | q    |
| 1    | A      | Nikoleta Kyriakopoulou | Grecia      | –    | –    | o    | o    | 4.55   | q    |
| 6    | B      | Lisa Ryzih             | Germania    | –    | –    | xo   | o    | 4.55   | q    |
| 6    | B      | Minna Nikkanen         | Finlandia   | o    | o    | xo   | o    | 4.55   | q    |
| 6    | A      | Michaela Meijer        | Svezia      | o    | o    | xo   | o    | 4.55   | q    |
| 9    | B      | Jenn Suhr              | Stati Uniti | –    | –    | –    | xo   | 4.55   | q    |
| 9    | B      | Yarisley Silva         | Cuba        | –    | –    | o    | xo   | 4.55   | q    |
| 11   | A      | Li Ling                | Cina        | –    | o    | o    | xxo  | 4.55   | q    |
| 11   | A      | Sandi Morris           | Stati Uniti | –    | o    | o    | xxo  | 4.55   | q    |
| 11   | B      | Alana Boyd             | Australia   | –    | –    | o    | xxo  | 4.55   | q    |
| 11   | B      | Anzhelika Sidorova     | Russia      | –    | –    | o    | xxo  | 4.55   | q    |
| 15   | B      | Aikaterinī Stefanidī   | Grecia      | –    | xo   | o    | xxx  | 4.45   |      |
| 16   | A      | Naroa Agirre           | Spagna      | xo   | xxo  | o    | xxx  | 4.45   |      |
| 17   | A      | Nicole Büchler         | Svizzera    | –    | o    | xxo  | xxx  | 4.45   |      |
| 17   | A      | Silke Spiegelburg      | Germania    | –    | o    | xxo  | xxx  | 4.45   |      |
| 19   | B      | Demi Payne             | Stati Uniti | –    | o    | xxx  |      | 4.30   |      |
| 20   | A      | Tori Pena              | Irlanda     | xo   | o    | xxx  |      | 4.30   |      |
| 21   | B      | Femke Pluim            | Paesi Bassi | –    | xo   | xxx  |      | 4.30   |      |
| 21   | A      | Marion Lotout          | Francia     | –    | xo   | xxx  |      | 4.30   |      |
| 23   | A      | Robeilys Peinado       | Venezuela   | xo   | xo   | xxx  |      | 4.30   |      |
| 24   | B      | Malin Dahlström        | Svezia      | o    | xxx  |      |      | 4.15   |      |
| 25   | B      | Angelica Moser         | Svizzera    | xxo  | xxx  |      |      | 4.15   |      |
| 25   | B      | Ren Mengqian           | Cina        | xxo  | xxx  |      |      | 4.15   |      |
|      | A      | Jiřina Ptáčníková      | Rep. Ceca   | –    | xxx  |      |      | nm     |      |
|      | A      | Nina Kennedy           | Australia   | xxx  |      |      |      | nm     |      |
|      | B      | Tina Šutej             | Slovenia    | –    | xxx  |      |      | nm     |      |

### Finale
| Pos. | Nome                   | Nazionalità | 4.35 | 4.50 | 4.60 | 4.70 | 4.80 | 4.85 | 4.90 | 5.01 | Misura | Note                                     |
| ---- | ---------------------- | ----------- | ---- | ---- | ---- | ---- | ---- | ---- | ---- | ---- | ------ | ---------------------------------------- |
|      | Yarisley Silva         | Cuba        | –    | o    | o    | xxo  | xo   | o    | xxo  | xxx  | 4.90   |                                          |
|      | Fabiana Murer          | Brasile     | –    | o    | o    | o    | xo   | o    | xxx  |      | 4.85   | Record sudamericano                      |
|      | Nikoleta Kyriakopoulou | Grecia      | –    | o    | xo   | xo   | o    | x-   | xx   |      | 4.80   |                                          |
| 4    | Sandi Morris           | Stati Uniti | o    | o    | o    | o    | xxx  |      |      |      | 4.70   |                                          |
| 4    | Angelica Bengtsson     | Svezia      | o    | o    | o    | o    | xxx  |      |      |      | 4.70   | Record nazionale                         |
| 4    | Jenn Suhr              | Stati Uniti | –    | –    | o    | o    | xxx  |      |      |      | 4.70   |                                          |
| 7    | Holly Bradshaw         | Regno Unito | o    | o    | xo   | o    | xxx  |      |      |      | 4.70   | Miglior prestazione personale stagionale |
| 8    | Martina Strutz         | Germania    | o    | o    | o    | xxx  |      |      |      |      | 4.60   |                                          |
| 9    | Li Ling                | Cina        | xo   | o    | o    | xxx  |      |      |      |      | 4.60   |                                          |
| 10   | Minna Nikkanen         | Finlandia   | xo   | xo   | o    | xxx  |      |      |      |      | 4.60   | Record nazionale                         |
| 11   | Alana Boyd             | Australia   | xo   | o    | xo   | xxx  |      |      |      |      | 4.60   |                                          |
| 12   | Lisa Ryzih             | Germania    | –    | o    | xxo  | xxx  |      |      |      |      | 4.60   |                                          |
|      | Anzhelika Sidorova     | Russia      | –    | xxx  |      |      |      |      |      |      | nm     |                                          |
|      | Michaela Meijer        | Svezia      | xxx  |      |      |      |      |      |      |      | nm     |                                          |